# Tribunal Constitucional Federal da Alemanha
O Tribunal Constitucional Federal (em alemão:  Bundesverfassungsgericht, ou BVerfG) é um tribunal especial estabelecido pela Grundgesetz, a Lei Fundamental alemã. Desde a sua criação, o Tribunal Constitucional foi localizado na cidade de Karlsruhe, intencionalmente deslocada das outras instituições federais, como a sede do governo (anteriormente em Bonn, agora em Berlim), a sede do Bundesnachrichtendienst (BND), a agência de inteligência alemã (perto de Munique), ou na sede do Deutsche Bundesbank, em Frankfurt am Main. O presidente atual é Andreas Voßkuhle. 

## Competência

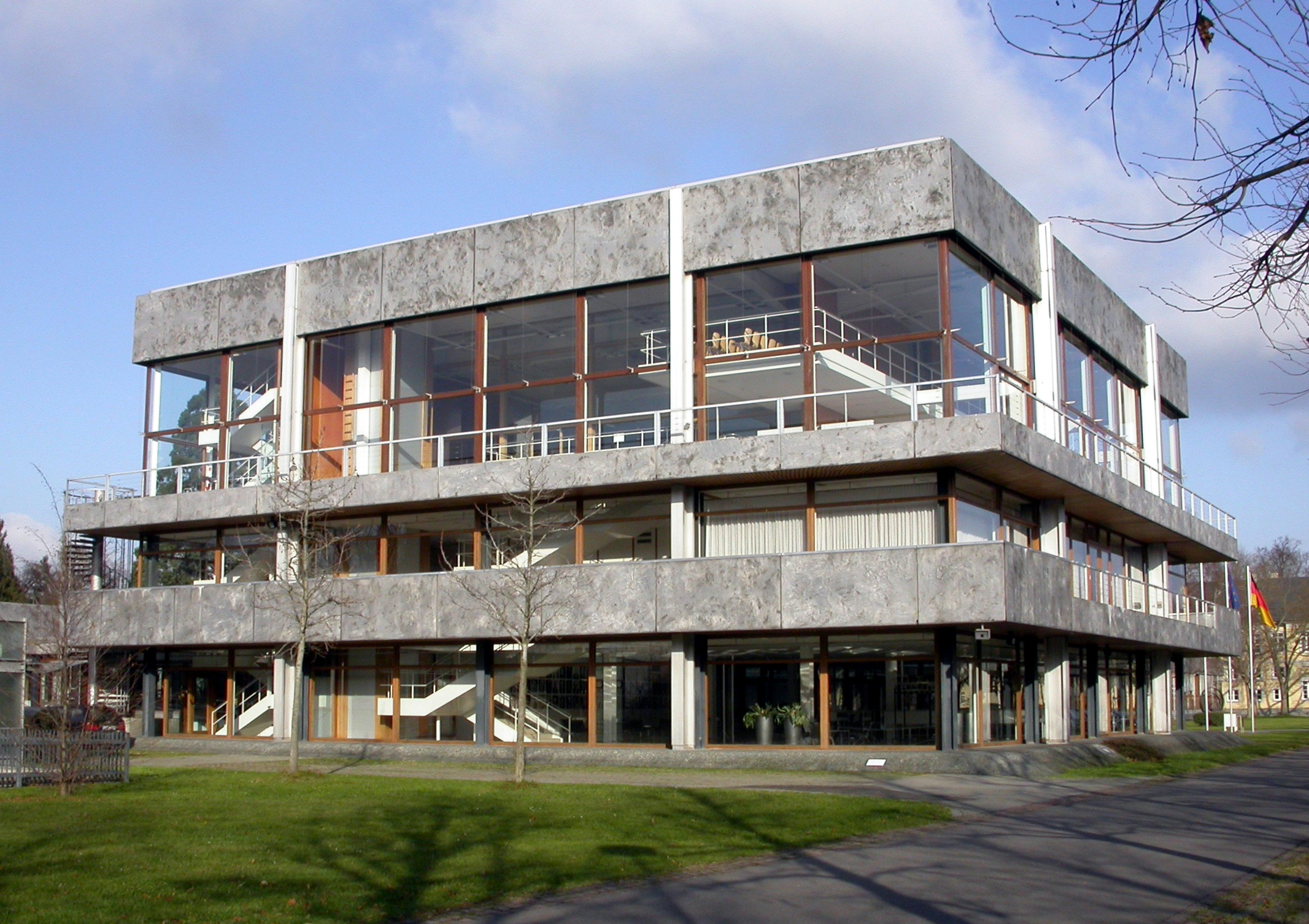
O Tribunal Constitucional Federal da Alemanha em Karlsruhe.

A única tarefa do juiz é uma revisão judicial. Pode, portanto, declarar inconstitucionais os atos públicos e, assim, torná-las ineficazes. Como tal, é semelhante à Suprema Corte dos Estados Unidos. No entanto, o Tribunal de Justiça possuem uma série de poderes que o Supremo Tribunal de Justiça estadunidense não tem. No entanto, ele difere do SCOTUS e outros supremos tribunais em que não é parte integrante do sistema judicial regular (excepto para as áreas de direito constitucional e direito internacional público), mas instalado como uma instituição separada judicial. Muitos outros países ao redor do mundo possuem tribunais constitucionais separados semelhantes ao Tribunal Constitucional Federal.
Mais importante ainda, o Tribunal Constitucional Federal não serve como tribunal de apelação regular dos tribunais inferiores ou os Supremos Tribunais Federal como uma espécie de "tribunal superapelativo" em qualquer violação das leis federais. A sua competência está centrada em questões constitucionais, a integridade da Grundgesetz e o cumprimento imediato de qualquer instituição governamental qualquer detalhe (artigo 1º inciso 3º da Grundgesetz). Mesmo emendas constitucionais ou de alterações votadas pelo Parlamento estão sujeitos à revisão judicial, uma vez que têm de ser compatíveis com os princípios mais fundamentais da Grundgesetz (devido ao seu artigo 79 (III), chamados de "cláusula pétrea").
A prática do corte de frequência enorme controle constitucional, por um lado, e a continuidade da restrição judicial e revisão política, por outro lado, criaram um defensor exclusivo da Grundgesetz desde a Segunda Guerra Mundial e deu-lhe um papel extremamente importante na democracia moderna na Alemanha.

## A tarefa do Tribunal Constitucional Federal
O Tribunal Constitucional Federal em Karlsruhe monitora a aderência com a Lei Fundamental da Alemanha. Desde a sua fundação em 1951, o tribunal tem ajudado contribuindo a dar o status livre e democrática de regulamentação básica do estado alemão. Isto é especialmente verdadeiro para a aplicação dos direitos fundamentais.
Em observância da constituição, todos os departamentos governamentais são comprometidas. É relevante para a disputa, que o Tribunal Federal Constitucional será chamado. Sua decisão é final. No seu caso, todos os outros órgãos do Estado estão vinculados.
O trabalho do Tribunal Constitucional Federal também tem implicações políticas. Isto se torna particularmente claro quando o tribunal declara como inconstitucional uma lei. O tribunal não é um órgão político. Sua escala só é a lei fundamental. Questões de conveniência política deve desempenhar nenhum papel para o tribunal. Ele só define o quadro constitucional da latitude decisão política. A limitação do poder do Estado é uma característica do Estado de Direito.